# Festival OTI de la Canción 1980
Het OTI Festival 1980 was de negende editie van het OTI Festival, georganiseerd door de Organización de Televisión Iberoamericana. Het festival werd gepresenteerd door Antonio Carrizo & Liliana López Foresi. 
Puerto Rico won met het lied Contigo, mujer.
| Land                                                           | Artiest                                 | Lied                        | Plaats    |
| -------------------------------------------------------------- | --------------------------------------- | --------------------------- | --------- |
| Puerto Rico                                                    | Rafael José                             | Contigo, mujer              | 1 36 pts  |
| Spanje                                                         | Dyango                                  | Querer y perder             | 2 32 pts  |
| Argentinië                                                     | Luis Ordóñez                            | Dime adiós                  | 3 31 pts  |
| Brazilië                                                       | Marcia                                  | Convite ao vento            | 4 29 pts  |
| Costa Rica                                                     | Ricardo Padilla                         | El amor se va               | 4 29 pts  |
| Dominicaanse Republiek                                         | Fausto Rey                              | Canción de un hombre simple | 6 25 pts  |
| Honduras                                                       | Moises Canello                          | Tú, siempre tú              | 7 22 pts  |
| Mexico                                                         | José Roberto                            | Solo te amo a ti            | 8 21 pts  |
| Guatemala                                                      | Grupo Madrigal                          | Suave y dulcemente          | 9 19 pts  |
| Nicaragua                                                      | Carlos Mejía Godoy y los de Palacagüina | La chavalita de España      | 10 15 pts |
| Colombia                                                       | Jaime Valencia                          | Por cuanto tiempo           | 11 13 pts |
| Peru                                                           | Regina Alcover                          | Un buen motivo para amar    | 11 13 pts |
| Verenigde Staten                                               | Ramiro Velasco                          | El extranjero               | 13 9 pts  |
| Portugal                                                       | Simone de Oliveira                      | À tua espera                | 14 9 pts  |
| Chili                                                          | Nino García                             | Sin Razón                   | 14 9 pts  |
| Venezuela                                                      | Héctor Cabrera                          | Haces bien                  | 16 8 pts  |
| Paraguay                                                       | Carlos Albospino                        | La Razón que nos une        | 17 7 pts  |
| Panama                                                         | Solinka                                 | Puede ser                   | 18 7 pts  |
| Uruguay                                                        | Juca Sheppard                           | Te lo quedé diciendo        | 19 4 pts  |
| El Salvador                                                    | Ricardo Alfaro                          | El séptimo día              | 19 4 pts  |
| Ecuador                                                        | Jeaneth Salgado                         | En un instante              | 21 3 pts  |
| Bolivia                                                        | Susana Joffre                           | Qué suerte... qué pena      | 22 0 pts  |
| Nederlandse Antillen                                           | Lidwina Booi                            | Amor para ti                | 22 0 pts  |
| Gaststad: Teatro General San Martín - Buenos Aires, Argentinië |                                         |                             |           |

1972 · 1973 · 1974 · 1975 · 1976 · 1977 · 1978 · 1979 · 1980 · 1981 · 1982 · 1983 · 1984 · 1985 · 1986 · 1987 · 1988 · 1989 · 1990 · 1991 · 1992 · 1993 · 1994 · 1995 · 1996 · 1997 · 1998 · 2000